# Osteocarpum acropterum
Osteocarpum acropterum är en amarantväxtart som först beskrevs av Ferdinand von Mueller och Tate, och fick sitt nu gällande namn av Georg Ludwig August Volkens. Osteocarpum acropterum ingår i släktet Osteocarpum och familjen amarantväxter. Inga underarter finns listade i Catalogue of Life.